# ベンガルショウノガン
ベンガルショウノガン (Houbaropsis bengalensis) は、鳥綱ノガン目ノガン科ベンガルショウノガン属に分類される鳥類。本種のみでベンガルショウノガン属を構成する。別名ベンガルノガン。

## 分布
インド（ウッタル・プラデーシュ州からアッサム州、アルナーチャル・プラデーシュ州）、カンボジア、ネパール（テライ）、ベトナム南部？。バングラデシュでは絶滅したと考えられている。

## 形態
全長60 - 66センチメートル。
虹彩は黄色や褐色。嘴の色彩は黄色で、嘴の先端や峰は灰褐色。後肢の色彩は淡黄色。
オスは頭部から頸部・体下面が黒い。後頭に黒い羽毛が伸長し（冠羽）、胸部の羽毛も伸長する（飾り羽）。背は黄褐色で、アルファベットの「V」字状の暗色斑が入る。上雨覆や風切羽は白い。幼鳥やメスの成鳥は全身が黄褐色で、背にアルファベットの「V」字状の暗色斑が入る。頭頂は暗褐色で、正中線に沿って淡黄褐色の筋模様（頭央線）が入る。

## 分類
以下の亜種の分類・分布は、基亜種の記載者・記載年を除いてIOC World Bird List (v10.2)に従う。
Houbaropsis bengalensis bengalensis (Gmelin, 1789)
インド北部および東部、ネパール南部
Houbaropsis bengalensis blandini Delacour, 1928
カンボジア南部、ベトナム南部

## 生態
灌木が点在する、草丈が長い草原に生息する。
植物の葉（イネ科）、根、花、種子、昆虫、爬虫類などを食べる。薄明薄暮時に、丈の低い草原や開けた草原・農耕地などで採食を行う。
繁殖様式は卵生。婚姻様式は乱婚性と考えられている。オスは鳴き声をあげながら垂直に地表から8 - 10メートルの高さまで羽ばたき、停空飛翔、羽を広げながら元の場所に降りるという行動を繰り返してメスに求愛する。3 - 6月に藪地の地面を掘った窪みに、1回に1 - 2個の卵を産む。メスが抱卵し、抱卵期間は30日。

## 人間との関係
農地開発やプランテーションへの転換・過放牧による生息地の破壊、灌木の植生増加による草原の減少、家畜による巣の踏み付け、人間による攪乱などにより、生息数は減少している。1975年のワシントン条約発効時から、ワシントン条約附属書Iに掲載されている。カンボジアでは2012年に216羽のオスが確認され、生息数は312 - 550羽と推定されている。